# Ivano Bordon
Ivano Bordon (Velence, 1951. április 13. –) világbajnok olasz labdarúgó, kapus, edző.

## Pályafutása

### Klubcsapatban
A Juventina Marghera csapatában kezdte a labdarúgást. A felnőttek között 1970-ben az Internazionale színeiben mutatkozott be, ahol pályafutása jelentős részét töltötte. 13 idényen át védte az Inter kapuját és két-két bajnoki címet és olasz kupát nyert az együttessel. 1983 és 1986 között a Sampdoria játékosa volt és tagja volt az 1985-ös olasz kupa-győztes csapatnak. Az 1986–87-es idényben a Sanremese, 1987 és 1989 között a Brescia Calcio labdarúgója volt. Az aktív labdarúgástól 38 évesen, 1989-ben vonult vissza.

### A válogatottban
1970 és 1973 között hat alkalommal játszott az olasz U21-es válogatottban. 1978 és 1984 között 21 alkalommal szerepelt az olasz válogatottban. Tagja volt az 1978-as világbajnoki és az 1980-as Európa-bajnoki negyedik helyezett csapatnak. 1982-ben Spanyolországban világbajnok lett az olasz válogatottal. Dino Zoff első számú tartalékja volt, de egyik nemzetközi tornán sem kapott lehetőséget a szereplésre.

### Edzőként
1993 és 2006 között folyamatosan kapusedzőként dolgozott. 1993–94-ben az SSC Napoli csapatánál kezdte edzői pályafutását. 1994 és 1999 között a Juventus, majd két idényre az Internazionale kapusedzője volt. 2001-ben visszatért a Juventushoz, ahol további három idényen át dolgozott. 2004 és 2006 között az olasz válogatott kapusedzője volt. Mindenhol Marcello Lippi vezetőedzővel dolgozott együtt. 2006-ban tagja volt a németországi világbajnokságon győztes csapat szakmai stábjának.

## Sikerei, díjai
Olaszország
- Világbajnokság
  - világbajnok: 1982, Spanyolország
  - 4.: 1978, Argentína
- Európa-bajnokság
  - 4.: 1980, Olaszország

 Internazionale
- Olasz bajnokság (Serie A)
  - bajnok: 1970–71, 1979–80
- Olasz kupa (Coppa Italia)
  - győztes: 1978, 1982

 Sampdoria
- Olasz kupa (Coppa Italia)
  - győztes: 1985